# Sabva kormányzóság

Sabva kormányzóság elhelyezkedése Jemenen belül

Sabva kormányzóság (arabul محافظة شبوة [Muḥāfaẓat Šabwa]) Jemen huszonegy kormányzóságának egyike. Az ország középső részén helyezkedik el. Északnyugaton Marib, keleten Hadramaut, délen az Arab-tenger, délnyugaton Abjan, nyugaton pedig Bajdá kormányzóság határolja. Székhelye Atak városa. Területe 45 519 km², népessége a 2004-es népszámlálási adatok szerint 470 440 fő.

## Fordítás
Ez a szócikk részben vagy egészben  a   Governorates of Yemen című angol Wikipédia-szócikk ezen változatának fordításán alapul.  Az eredeti cikk szerkesztőit annak laptörténete sorolja fel. Ez a jelzés csupán a megfogalmazás eredetét és a szerzői jogokat jelzi, nem szolgál a cikkben szereplő információk forrásmegjelöléseként.